# Fallschirmjäger
Les Fallschirmjäger (), de l'allemand Fallschirm (parachute) et Jäger (chasseur faisant référence à l'infanterie légère de l'armée prussienne), sont des troupes parachutistes allemandes. Les Fallschirmjäger sont les premiers à être déployés pour des opérations aéroportées de grande envergure pendant la Seconde Guerre mondiale. Ils sont aussi connus sous l’appellation de « diables verts » par les forces alliées contre qui ils ont lutté. Durant la totalité de la Seconde Guerre mondiale, le commandant des Fallschirmjäger a été le Generaloberst Kurt Student.

## Histoire

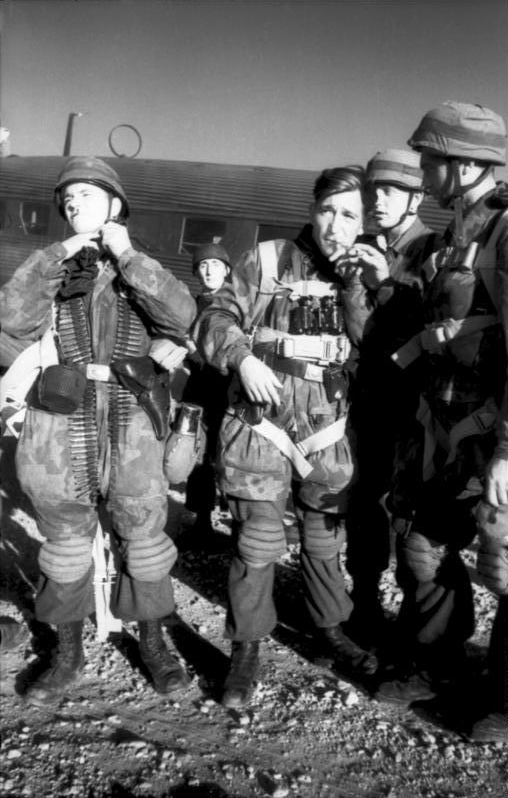
Rassemblement de Fallschirmjäger devant un Junkers Ju 52/3m avant d’embarquer pour la bataille de Leros.

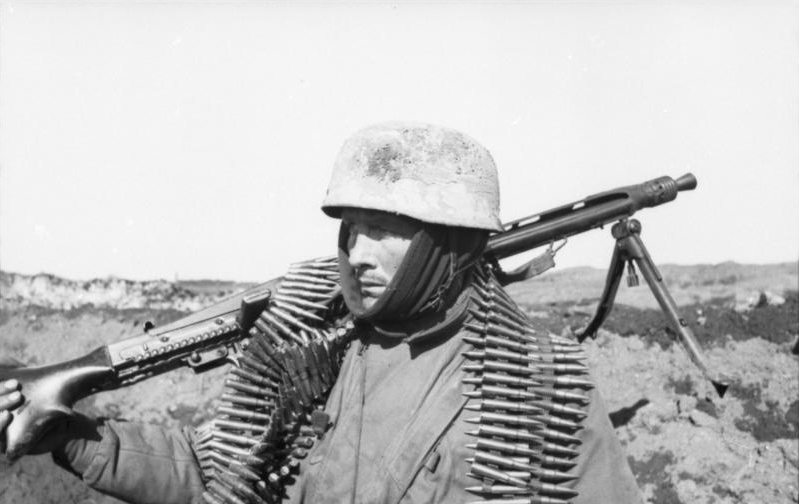
Un Fallschirmjäger avec sa mitrailleuse MG 42 combattant en Union soviétique, 1943.

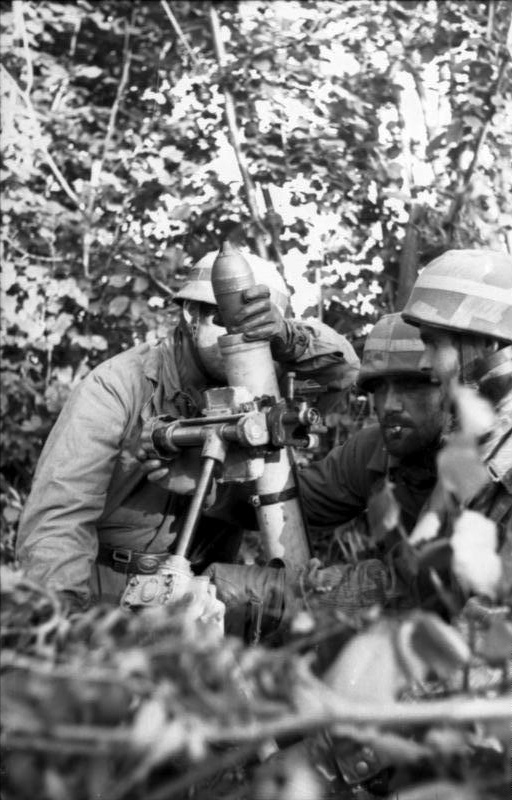
Des Fallschirmjäger servant la bouche d’un mortier 8 cm Granatwerfer 34.

### 1920
Pendant les deux guerres mondiales, le développement rapide de l'aviation et de la technologie aéronautique a attiré l'attention et l'imagination des planificateurs militaires. L'idée d'insérer un corps de troupes conséquent à l'intérieur du territoire ennemi a d'abord été proposé en France au cours de la Première Guerre mondiale par le commandant de l’US Air Corps, le général de brigade Billy Mitchell. Toutefois, le Haut Commandement allié a été forcé d'abandonner cette idée car il n’était pas préparé pour une telle entreprise, à la fois sur les plans logistique et matériel. Les premières nations à reconnaître le potentiel des forces aéroportées ont été l'Italie et l'Union soviétique. L'éventualité de mettre en place une opération aéroportée massive fut réalisable avec le développement du parachute en Italie dans les années 1920, l’une des principales innovations consiste à relier le parachute à l’appareil permettant une ouverture automatique lors du saut. Cette technique a permis de produire des sauts à plus basse altitude, limitant l'exposition au feu ennemi, en un saut rapide permettant au parachutiste d’atterrir sur une zone de saut plus compacte qu’il n'était jusqu'alors possible avec une ouverture manuelle.

### 1930
Les Soviétiques ont été les premiers à démontrer les possibilités militaires de l'infanterie aéroportée dans les années 1930 avec une série de manœuvres tenue en 1935 et 1936. Bien que n’ayant pas tout le matériel adéquat (les parachutistes soviétiques ont dû quitter leur lent appareil de transport Tupolev TB-3 par une trappe fixée au toit, puis se sont positionnés le long des ailes pour pouvoir ainsi sauter ensemble), l'exercice a réussi à poster 1 000 parachutistes dans la zone de saut, suivis d'une autre vague de 2 500 parachutistes en plus de l'équipement lourd livré par largage. Les forces ainsi rassemblées ont ensuite procédé à des attaques d'infanterie classiques, avec soutien de mitrailleuses lourdes et éclairage d’artillerie. Parmi les observateurs étrangers était présent Hermann Göring.
Impressionné, l’ambitieux Göring s'est personnellement engagé dans la création des troupes aéroportées de la Luftwaffe (l’Armée de l’air) dans les années 1930. En qualité de ministre de l'Intérieur, il a ordonné la formation d'une unité de police spécialisée en 1933, la « z.b.V. Wecke », consacrée à la protection des responsables du parti Nazi. L'organisation de cette unité a été confiée au Polizeimajor Walther Wecke des Forces de police prussienne, qui avait réuni un détachement spécial de 14 officiers et 400 hommes en son sein en deux jours. Le 17 juillet, le détachement a été officiellement renommé « Landespolizeigruppe Wecke z.b.V. », et a été le premier Landespolizeigruppe en Allemagne. Le 22 décembre 1933, l'unité a été rebaptisée à nouveau, devenant ainsi le « Landespolizeigruppe General Göring ». L'unité a exercé des fonctions de police classique durant deux années, sous le commandement de l’adjudant ministériel de Göring, Jakoby Friedrich, mais Göring avait finalement l'intention de produire une unité qui corresponde à la Reichswehr.
Au printemps de 1935 (mars-avril), Göring a transformé la « Landespolizei General Göring » en unité parachutiste, la consacrant ainsi en tant que premier régiment aéroporté d’Allemagne et lui donne la désignation militaire de « Regiment General Göring » (RGG). Le régiment est incorporé dans la Luftwaffe nouvellement formée le 1er avril 1935 (après qu’Adolf Hitler introduit la conscription du 16 mars 1935). Le 1er octobre de la même année, la formation parachutiste commence à Altengrabow et Göring fait appel à un groupe de volontaires pour la formation parachutiste. Ces volontaires forment alors le noyau du « Fallschirmschützen Bataillon » (bataillon de soldats parachutistes) et un cadre pour l'avenir des « Fallschirmtruppe » (troupes aéroportées). En janvier 1936, 600 hommes et officiers forment le 1er bataillon Jäger/ RGG, commandé par Bruno Bräuer, et le 15, des ingénieurs du RGG sont transférés au secteur d'entraînement Döberitz pour aller en formation alors que le reste du régiment est envoyé à Altengrabow.
La création des troupes aéroportées de l'Allemagne a été officiellement inaugurée le 29 janvier 1936 avec comme ordre du jour l'appel de recrues volontaires pour l'entraînement parachutiste à l'école de parachutisme de Stendal, située 96 km à l'ouest de Berlin. L’école des troupes aéroportées de Stendal était réputée comme l'entraînement militaire le plus dur qui soit et une forte camaraderie unissait ces hommes. L'école a été active plusieurs mois après que les premières unités parachutistes furent créées en janvier 1936 et est restée ouverte et active pour le personnel de réserve de la Luftwaffe. Officiers, sous-officiers et soldats de la Luftwaffe devaient non seulement mener à bien six sauts, mais devaient également être capables de combattre seuls ou en petit groupe et faire preuve d'une très grande ténacité afin de recevoir le prestigieux brevet parachutiste allemand (institué le 5 novembre 1936). Précisons enfin que l’infanterie aéroportée d’élite des Fallschirmjäger ne doit pas être confondue avec les soldats d'infanterie des « divisions de campagne de la Luftwaffe » formées au début de la guerre d'excédent de personnel de la Luftwaffe et qui n'étaient pas parachutistes.

## Seconde Guerre mondiale

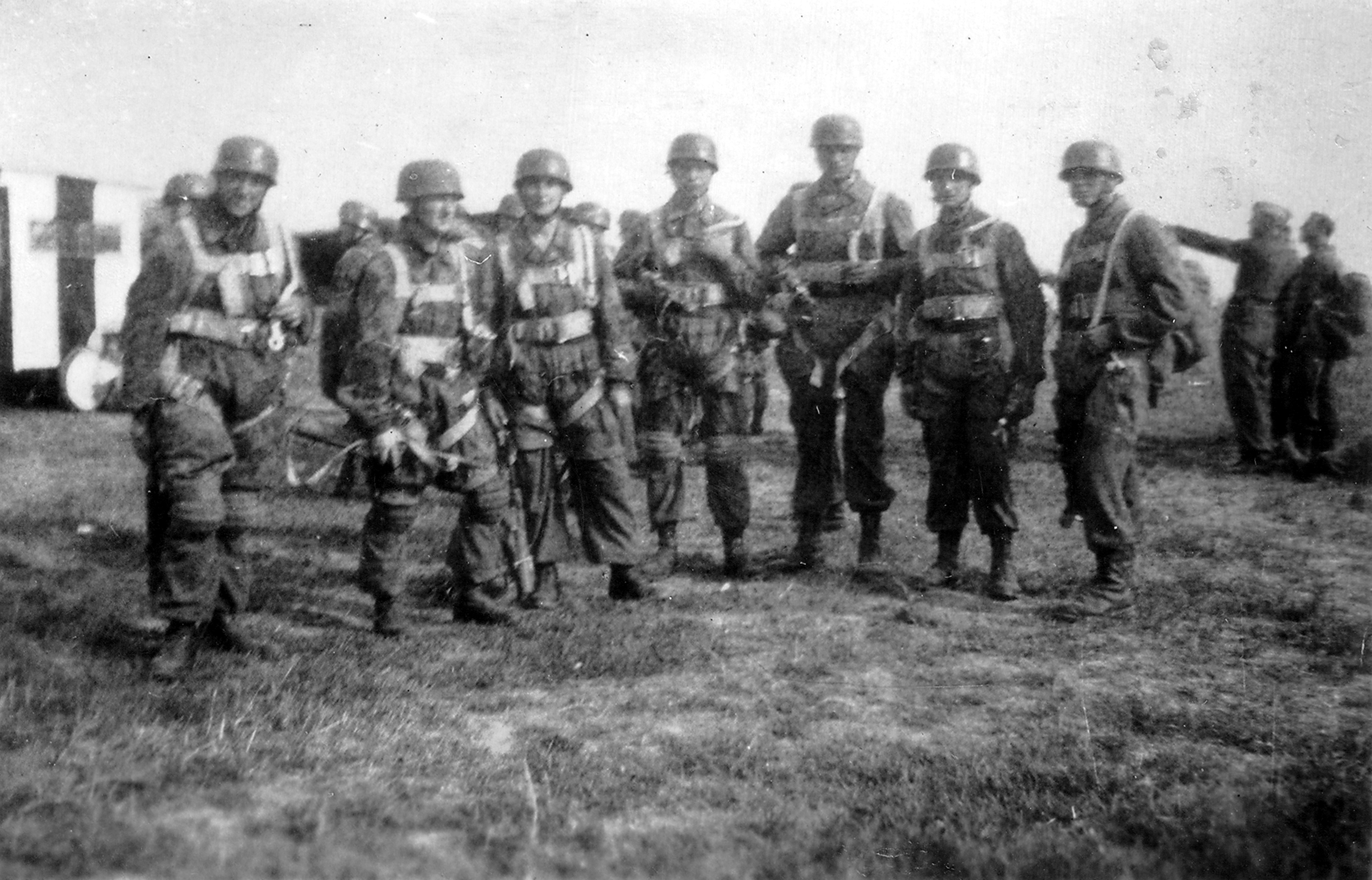
Fallschirmjäger prêts à embarquer pour le « saut de l'ange » des parachutistes allemands.

Au cours de la Seconde Guerre mondiale, l'Armée de l'air allemande (Luftwaffe) a formé des unités d’infanterie aéroportée d’élite (Fallschirmjäger). Contrairement aux diverses forces aéroportées organisées dans les autres nations, les parachutistes allemands faisaient partie de la Luftwaffe (Armée de l'air) plutôt que de la Heer (Armée de terre) car la Luftwaffe avait présenté un projet élitiste plus ambitieux. À partir d'un petit nombre de bataillons de Fallschirmjäger au début de la guerre, la Luftwaffe a mis en place une division constituée de trois régiments de Fallschirmjäger avec armes de soutien et moyens aériens, connu sous le nom de 7. Flieger-Division (7e division aérienne).
Le 9 avril 1940, lors de l’attaque du Danemark, les unités de Fallschirmjäger ont effectué la première opération aéroportée de l’histoire. Dans les premières heures du matin de l’opération Weserübung, ils ont attaqué et pris le contrôle de la base aérienne d'Aalborg qui a joué un rôle-clé pour sa qualité de station de ravitaillement pour la Luftwaffe lors de l'invasion subséquente de la Norvège. Dans le même assaut, les ponts autour d’Aalborg ont été pris. D'autres attaques aériennes au cours de la bataille du Danemark ont également été menées, dont une sur un fort de l'île de Masnedø.
La première confrontation s'est produite au cours de la campagne de Norvège, lors de l'invasion initiale, lorsque les Fallschirmjäger ont capturé la base aérienne de Sola, près de Stavanger. Les Fallschirmjäger ont aussi connu leur première défaite, largués sur le village en jonction du chemin de fer de Dombås le 14 avril 1940, ils durent combattre seuls et en terrain inconnu les Forces armées norvégiennes quatre fois plus nombreuses dans ce secteur pendant une bataille qui dura cinq jours. Plus tard, les Fallschirmjäger de la 7e division aérienne ont été réorganisés et utilisés comme base de nouvelles divisions parachutistes d’infanterie d’élite de la Luftwaffe, numérotées dans une série en commençant par Première Division Fallschirmjäger. Ces formations ont été organisées et équipées comme divisions d’infanterie motorisée, et ont souvent joué le rôle d’une brigade de « pompiers du Reich » (une manière imagée de dire : ceux qui interviennent pour faire taire le feu ennemi, là où ça chauffe très fort) sur le front occidental. Ils sont souvent rencontrés sur le champ de bataille comme groupes de combat (Kampfgruppen) détachés d'une division ou organisés en nombre d'actifs disponibles. Conformément à la pratique allemande devenue standard, les brigades parachutistes ont été appelées par le nom de leur commandant (ex. : « groupe Erdmann » en France, et la « Fallschirmjäger-Brigade Ramcke » en Afrique du Nord).
Pendant la seconde moitié de la Seconde Guerre mondiale, les Fallschirmjäger n’étaient plus véritablement engagés dans des opérations aéroportées car ils étaient davantage utilisés dans le seul rôle d’infanterie d’élite en raison de la réalité de la situation stratégique, ils conservaient cependant à titre honorifique leur spécificité de troupes aéroportées. Vers la fin de la guerre, les divisions de Fallschirmjäger étaient environ plus d'une douzaine, comprenant un nombre important de nouvelles recrues entraînant une diminution de la qualité des unités. À compter de février 1945, ils reçurent des uniformes camouflés de type Leibermuster. Parmi ces divisions, la 9e division parachutiste, qui était la dernière division de parachutistes à être levée en Allemagne au cours de la Seconde Guerre mondiale. La division a été détruite aux dernières heures de la guerre au cours de la bataille de Berlin en avril 1945. 
Les Fallschirmjäger ont reçu un total de 134 croix de chevalier de la croix de fer entre les années 1940-1945. Vingt-quatre croix de chevalier de la croix de fer ont été attribuées à l'ouest et vingt-sept ont été attribuées après la Crète. Sur les 134 croix de chevalier de la croix de fer, quinze étaient avec feuilles de chêne, cinq avec feuilles de chêne et épées, les autres avec feuilles de chêne, glaives et brillants.

### Opérations

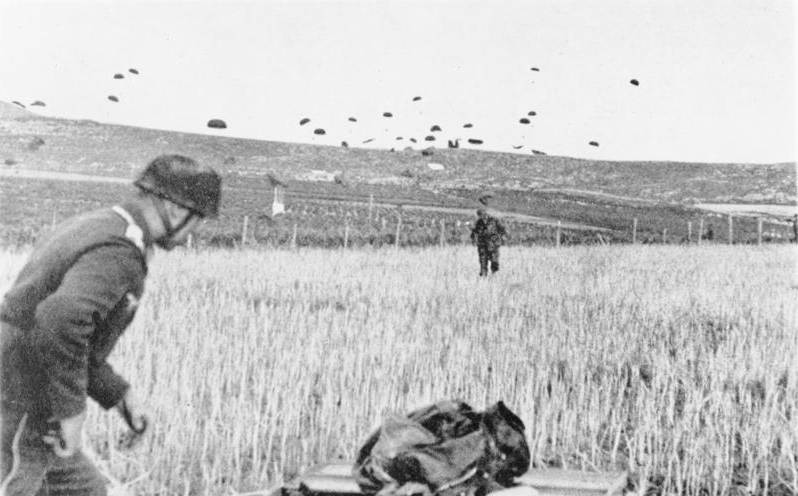
Fallschirmjäger atterrissant en Crète.

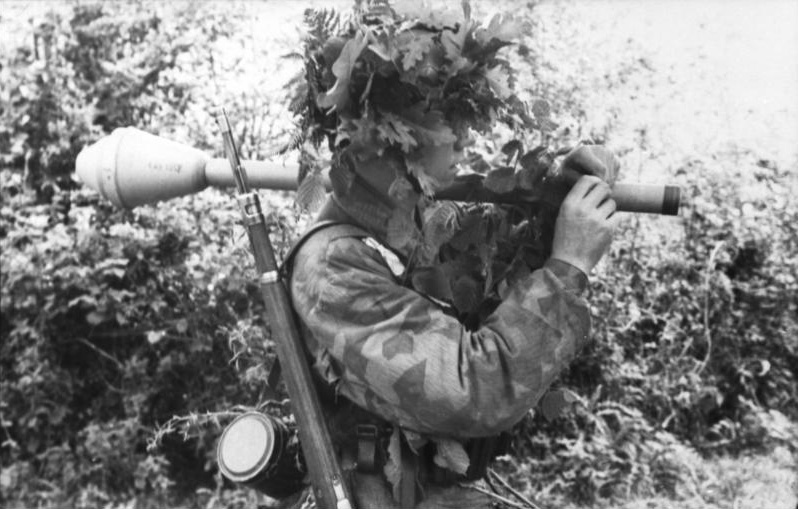
Un Fallschirmjäger lourdement armé, porte un Panzerfaust et la très caractéristique « blouse de saut » camouflée Splittermuster 41 « éclat ».

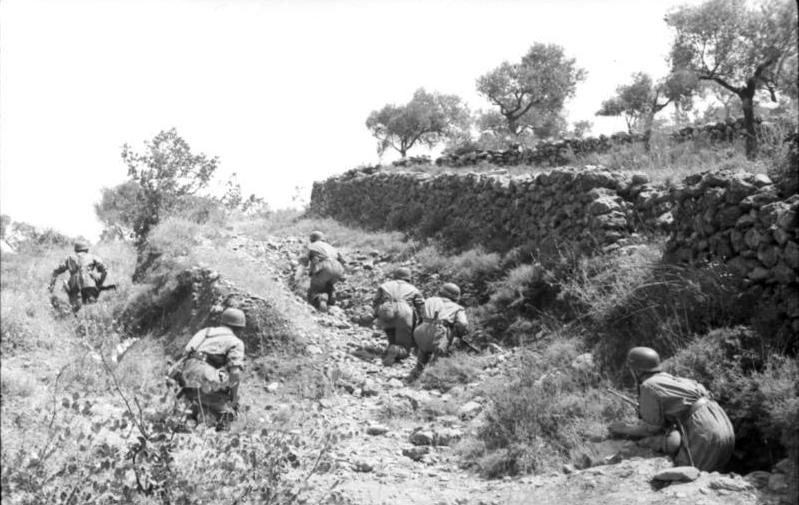
Section des Fallschirmjäger en Crète.

Les Fallschirmjäger ont participé à de nombreuses batailles célèbres de la Seconde Guerre mondiale et sont intervenus dans de nombreux théâtres d’opération. En leur qualité de troupe d'élite, ils ont souvent été déployés dans des attaques de première ligne pour provoquer une brèche décisive dans la ligne adverse (par exemple lors de l’attaque du fort d’Ében-Émael en Belgique), mais ont également été utilisés en défense pour devenir un véritable rempart, stoppant net l’adversaire (par exemple : la bataille du Monte Cassino en Italie). Ils ont vu l'action sur tous les fronts, durant les campagnes de Norvège et au Danemark, en Belgique, aux Pays-Bas et en France en 1940, mais aussi les principales opérations de la campagne des Balkans, Crète, Afrique du Nord, Italie, ainsi que sur le Front de l'Est et plus tard, le Front de l'Ouest. Les Fallschirmjäger ont été très respectés par les Alliés, non seulement pour leur haute qualité combative mais aussi pour leur noblesse au combat, comme l'attestent de nombreux témoignages vantant leur moralité.

#### Sélection de batailles importantes
En 1940, le fort d'Ében-Émael verrouille la Meuse en Belgique, ce fort était réputé imprenable. Les espions allemands avaient clairement indiqué qu'il n'était pas possible d'attaquer Eben-Emael par des moyens conventionnels. Le fort, construit sur la montagne Saint-Pierre était inaccessible par des escarpements infranchissables et à l’est tout franchissement était également stoppé par la tranchée de Caster, il était de plus ceinturé de fossés aménagés pour bloquer les attaques de blindés. L'artillerie lourde du fort alignait des batteries de canons allant de 75 mm jusqu'à 120 mm pivotant sur des tourelles blindées possédant de multiples canons dont certaines pesaient jusqu'à 450 tonnes. Le fort comportait de multiples nids de mitrailleuses lourdes et de nombreuses batteries antiaériennes disposées sur le pourtour, seul le toit du fort n'était pas défendu et c'est précisément par là que les Allemands attaqueront. Le 10 mai 1940, avec leur planeur DFS 230, les 85 Fallschirmjäger de la 7e Flieger (7e division aérienne) menés par le lieutenant Rudolf Witzig atterrissent sur le toit en faisant une spirale abrupte pour éviter la défense antiaérienne disposée tout autour du fort. Une fois en place, les Fallschirmjäger s'emparent des positions ennemies en très peu de temps, ils détruisent les nids de mitrailleuses lourdes et anéantissent les énormes tourelles d'artillerie avec des charges creuses, de redoutables armes nouvelles pesant jusqu'à 50 kg qui devaient être posées et amorcées directement sur les tourelles et dont la sensibilité d'utilisation avait exclu leur transport en parachute. Les Fallschirmjäger ayant détruit les défenses du fort, le 151e régiment d’infanterie allemand peut arriver en renfort. Les Allemands commencent alors à tenter de se frayer un chemin à l'intérieur du fort doté d'un important réseau souterrain de plus de trois kilomètres sur une hauteur de 40 mètres. Les Fallschirmjäger sont les premiers à y parvenir et après plusieurs heures de combat, le fort abandonne finalement toute résistance. La réussite de la capture du fort d'Ében-Émael considéré jusqu'alors comme imprenable, fut un coup terrible au moral des Alliés. Adolf Hitler, exalté par l'idée des retombées politiques que pouvait susciter un tel exploit à l'étranger, a tenté de convaincre en vain le dictateur espagnol Franco d'attaquer la forteresse britannique de Gibraltar en lui proposant l’aide des victorieux Fallschirmjäger d’Ében-Émael.
En plus de la capture du fort d'Ében-Émael, les opérations réussies avec succès dans les Pays-Bas, ont été cruciales pour la rapidité impressionnante d’enchaînement de victoires allemandes de la Blitzkrieg. La grande réussite des attaques aéroportées en Norvège et au Danemark en mai ont également été essentielles au succès de la campagne de 1940.
L'opération Merkur. En 1941, la Crète était solidement tenue par les armées britannique et grecque mais le nombre des forces alliées en présence avait été totalement sous-évalué par les services de renseignements allemands. Le général Kurt Student attribuera d'ailleurs à la très mauvaise qualité des informations stratégiques données par les services de renseignements le mauvais déroulement de l’opération initialement prévue. Lors de l'attaque allemande, la Crète devient le théâtre d’un assaut aéroporté de grande envergure comprenant l'ensemble de la 7e division aérienne des Fallschirmjäger qui, quelques jours après d'âpres combats, sont rejoints par les renforts de la 5e division des Gebirgsjäger (troupes de montagne) qui sont transportés en Crète avec le ravitaillement sur l'aérodrome de Máleme capturé et sécurisé par les Fallschirmjäger.
La Crète sera finalement conquise, mais les pertes subies lors de l'opération aéroportée par les Fallschirmjäger et leurs appareils de transport Junkers Ju 52 ont convaincu Hitler que les largages en masse avaient été une grave erreur. En réalité, Hitler ignorait que les Britanniques étaient informés d'une partie des plans de la Luftwaffe, décryptés par le GC&CS de Bletchley Park. Au début de l'opération, de nombreux avantages étaient du côté allié : supériorité numérique, mauvais services de renseignement allemands, vents défavorables aux parachutistes et surtout la partie du plan de bataille transmise à Freyberg par Ultra, qui est toutefois largement dépourvu de moyens de communication avec ses unités, ce qui l'empêche d'exploiter les renseignements reçus. Les Fallschirmjäger ont vaincu un adversaire qui, déjà prévenu, les attendait en embuscade et qui de surcroît était supérieur en nombre (près de 5 fois plus nombreux qu’eux au premier jour de l'assaut) : la victoire allemande est due à la très grande combativité des Fallschirmjäger. En raison de l'importance des pertes humaines et matérielles Hitler ne voulut plus par la suite engager les Fallschirmjäger dans le cadre d’opérations aéroportées de grande envergure, sonnant ainsi la fin des Fallschirmjäger dans leur rôle de parachutistes pour les utiliser désormais presque exclusivement en tant qu'infanterie (à ce titre, Kurt Student baptisera la Crète : le tombeau des parachutistes).

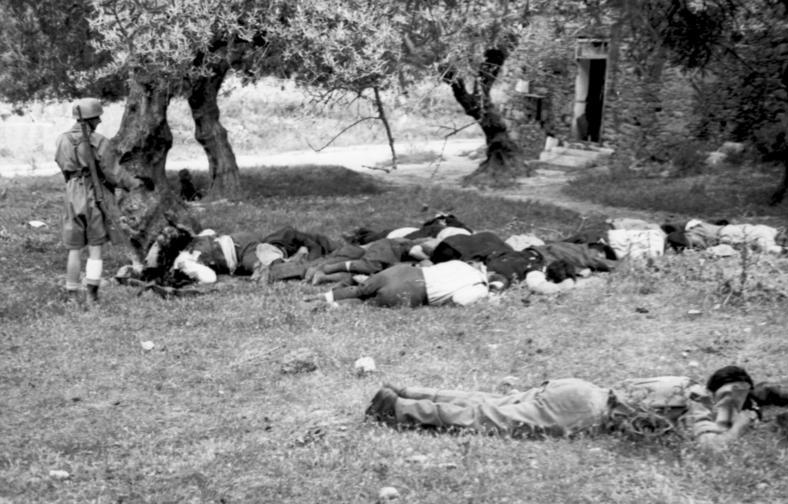
Civils grecs massacrés par des parachutistes allemands à Kondomari, en Crète, le 2 juin 1941

 Durant cette campagne, les parachutistes effectuent des opérations de représailles à l'encontre des habitants de l'île résistant à l'invasion, y compris des exécutions sommaires, des incendies de villages et l'extermination de la population mâle de régions entières. 
Utilisés dans le seul rôle d’infanterie d’élite, les Fallschirmjäger se sont illustrés en jouant un rôle important dans la défense de position en France lors de la bataille de Normandie. Durant la bataille de Carentan, contre un adversaire toujours de plus en plus nombreux, les Fallschirmjäger y combattirent les parachutistes de la 101e division aéroportée. La combativité des Fallschirmjäger ont impressionné l’état-major durant cette bataille que le général Von Choltitz donne aux Fallschirmjäger du FJR6 (Fallschirmjäger Regiment 6) commandé par le lieutenant-colonel Von der Heydte le surnom de : « lions de Carentan ». Hermann Göring en personne fut tellement fier de ces Fallschirmjäger, qu'il ira même jusqu'à proposer de donner le propre nom du Führer (Adolf Hitler) au régiment, bien que cela n'était pas dans la tradition de la Luftwaffe.
La bataille du Monte Cassino a été une bataille majeure des Fallschirmjäger. La 1re division parachutiste tenait le terrain au centre de la ligne Gustave près de l'Abbaye de Monte Cassino sans occuper le bâtiment lui-même. L'importance historique du monastère bénédictin a incité le commandant en chef d’Italie, le feld-maréchal Albert Kesselring à donner l'ordre aux unités allemandes en place de ne pas inclure l'abbaye comme position défensive et a informé les Alliés en conséquence,. Le haut commandement allié a refusé de croire que les forces allemandes n’utiliseraient pas une telle position de valeur dans leurs dispositif de défense. Ainsi, les ordres ont dûment été donnés pour que le monument historique (datant de l'année 1500) ne soit pas épargné par le terrible bombardement de Monte Cassino, fait par deux vagues successives de forteresses volantes, ne laissant plus qu'un champ de ruines. Après avoir été bombardés, les Fallschirmjäger ont su tirer avantage de cette erreur des Alliés. Ils se placèrent en position entre les pierres, barricadés derrière des restes de murs et dans les caves encore intactes, fournissant d’excellentes protections contre les bombardements. En plus de leur détermination au combat, cela a permis aux Fallschirmjäger de tenir pendant des mois contre les assauts répétés d’infanterie et les intenses bombardements d’aviation. Là, ils ont gagné leur surnom de « Diables verts », faisant référence à leurs vestes de camouflage de modèle à motifs en éclat de longueur 3/4 et à la défense acharnée de la ville en ruines et du monastère sur la montagne susnommée contre les Alliés pourtant plus nombreux. Les Fallschirmjäger ont infligé des pertes importantes aux forces alliées. Après avoir bloqué ainsi pendant plusieurs mois l'avancée des Alliés en Italie, les Fallschirmjäger se sont finalement retirés de leurs positions dans le but d'éviter d'être encerclés. Après leur retrait, les Polonais d’abord, puis les Gurkha, les Sénégalais, les Marocains et encore les forces brésiliennes sont finalement allés occuper les ruines du monastère.
Toujours en Italie, au cours de la bataille d'Ortona, une dure bataille féroce a concerné le 3e bataillon du 3e régiment de la 1re division parachutiste. La 1re division d'infanterie canadienne et la 1re Brigade blindée canadienne va y faire la connaissance des « Diables verts ». Du 20 au 28 décembre 1943, le caractère meurtrier de la bataille durant les combats rapprochés contre les Fallschirmjäger a tellement impressionné les Alliés qu’ils donnèrent le surnom à cette bataille de « petite Stalingrad ».
À Gran Sasso, 382 Fallschirmjäger du 1er bataillon du 7e régiment des Fallschirmjäger dirigés par le major Harald Mors sont engagés dans l'opération Eiche. Cette opération spéciale, placée sous la responsabilité et le contrôle opérationnel du General der Fallschirmtruppe Kurt Student, a pour objectif principal la libération de Benito Mussolini mais aussi de permettre au SS Haupsturmführer Otto Skorzeny et son commando de 26 SS d'être sur les lieux pour faire de la figuration pour la propagande nazie qui l'encensera à tort,. Mussolini est retenu prisonnier par plusieurs soldats italiens ayant reçu l'ordre de l'exécuter en cas de tentative d'évasion dans l'hôtel Campo Imperatore, situé à 2 130 mètres d'altitude où on ne peut accéder que par téléphérique, considéré comme inaccessible par d'autres moyens. Lors du déroulement de l'opération, les Fallschirmjäger arrivent par planeur DFS 230 et s'emparent très vite de l'hôtel Campo Imperatore où est retenu prisonnier Mussolini, permettant à Skorzeny d'aller à la rencontre du Duce. Ne faisant face à aucune résistance des troupes italiennes, ils capturent la station de téléphérique d'où pourraient arriver les renforts ennemis et détruisent tous les barrages routiers sur leur chemin, puis construisent une piste d'atterrissage pour l'avion qui récupère Mussolini avant de s'envoler vers l'Allemagne. Les Fallschirmjäger du Lehr-Bataillon Mors ont rempli tous les objectifs de cette opération en capturant toutes les positions clés.

### Uniformes et équipements

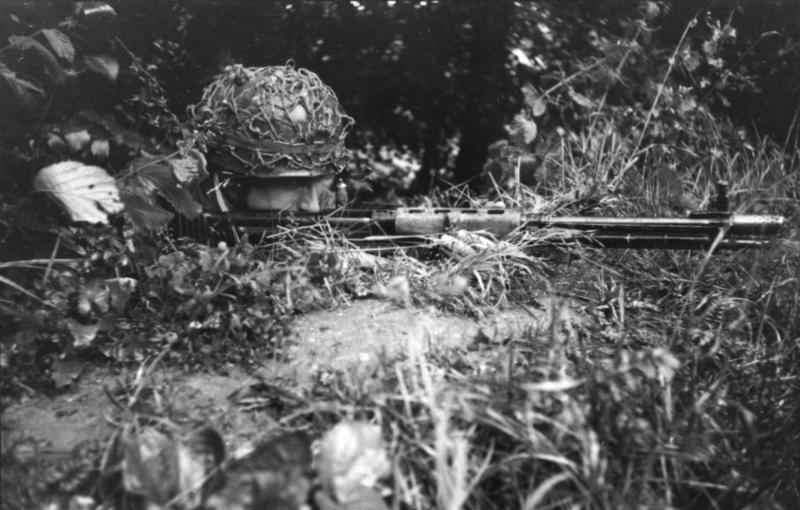
Fallschirmjäger prêt à faire feu avec son fusil automatique FG42.

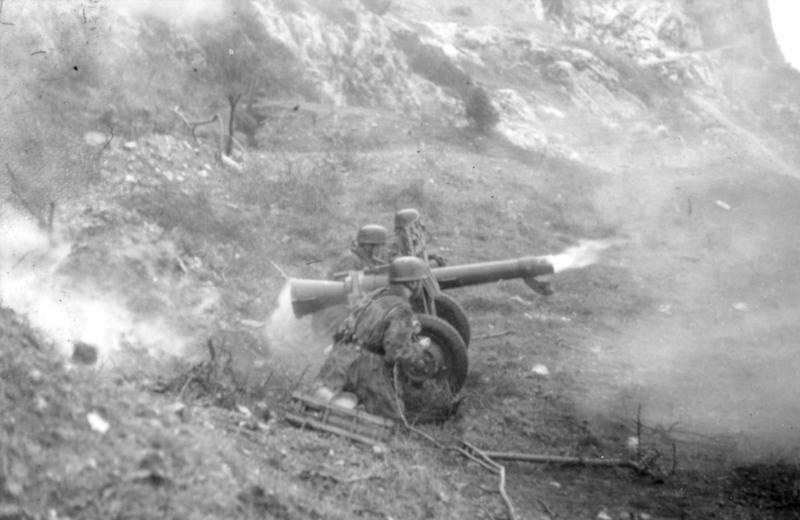
Les Fallschirmjäger furent les premiers à employer en opération des armes sans recul. Le 7.5 cm Leichtgeschütz 40 pouvait être parachuté et il tirait jusqu’à 6800 m.

À l'issue de sa formation militaire, le Fallschirmjäger se voit attribuer le Fallschirmschützenabzeichen, l'insigne de parachutiste allemand représentant un aigle d'or plongeant avec une svastika entre ses serres, entouré d'une couronne d'argent de feuilles de chêne et de laurier.
Un casque spécial d'acier, appelé Fallschirmhelm, a équipé les Fallschirmjäger. Adapté au parachutisme, il était aussi une version modernisée du casque de la Wehrmacht (Stahlhelm). En premier lieu, le modèle M1935 a été conçu et remis aux unités de Fallschirmjäger, puis par la suite, les unités de Fallschirmjäger ont reçu le modèle définitif connu sous le nom de modèle M1938. Le Fallschirmhelm se distingue à première vue par un important raccourcissement de la visière de projection et de profondeur, mais il comporte aussi de nouvelles améliorations moins visibles. La modification de la coque le rend complètement différent du classique Stahlhelm; à l’intérieur, le revêtement en cuir est plus important et la conception de la jugulaire, plus élaborée, offre un maintien beaucoup plus important pour les troupes aéroportées allemandes.
Avec le Fallschirmhelm, la blouse de saut est l'un des éléments les plus caractéristiques de l'uniforme de combat des Fallschirmjäger. Conçue à l'origine pour le saut en parachute, elle se transformera rapidement en un vêtement de combat très pratique. La blouse de saut avait l'aspect général d'une veste de camouflage descendant jusqu'à mi-cuisses avec fermeture centrale pouvant être fermée en short autour des cuisses à l'aide de bouton-pression et disposant de plusieurs larges poches fermées par des glissières cousues sous bandes.
Les Fallschirmjäger étaient également équipés de bottes de saut lacées très différentes des bottes traditionnelles de la Wehrmacht.
Concernant le parachute, le type de harnais du parachute RZ utilisé par les Fallschirmjäger est généralement considéré comme inférieur à ceux utilisés par les parachutistes alliés. Contrairement aux modèles britanniques et américains, qui reliaient le parachutiste par chaque épaule, la conception allemande reliait le parachute au corps du parachutiste par une seule sangle située au milieu du dos par un harnais de type « Irving ». Les parachutistes devaient effectuer un saut difficile appelé « saut de l’ange » consistant à se jeter de l’avion par un véritable plongeon tête en bas, bras grands écartés et jambes tendues. Une fois le parachute ouvert, le harnais reliant le parachute par une seule sangle rendait tout contrôle quasiment impossible. Ce parachute qui descend très vite, nécessite de se poser « mains et pieds » pour éviter de subir de sérieuses blessures à l’atterrissage ce qui avait en plus pour inconvénient de réduire considérablement la possibilité d’emport en équipement avec lequel le parachutiste pouvait sauter. Même avec l’utilisation de genouillères, il était impossible de charger plus le parachutiste de façon significative sans éviter un risque important de blessure à l’atterrissage. À cause des défauts de leurs parachutes, les Fallschirmjäger sautaient seulement armés d'un pistolet et d’un couteau spécial à lame sortant par gravité. Ainsi, fusils et autres armes étaient largués dans des conteneurs séparés et, jusqu'à ce qu’ils soient récupérés en plein champ de bataille avec le risque d'être quasiment désarmés sous le feu ennemi. Les Fallschirmjäger étaient dépourvus de leur arme principale (par comparaison, les parachutistes alliés américains et britanniques étaient directement largués armés de fusils ou de pistolets mitrailleurs). Les Japonais ont copié le système de leur allié allemand.
Après l'invasion de la Crète, les défauts de ce parachute ont été corrigés, en particulier en ce qui concerne le harnais. Dès lors, les Fallschirmjäger ont pu sauter en étant muni de leurs armes principales. C'est lors de l'invasion de l'île de Leros que ce nouveau type de parachute fut utilisé pour la première fois, avec pour résultat une très grande réussite de l'assaut aéroporté.
Les unités de Fallschirmjäger ont été extrêmement bien équipées, elles avaient accès aux meilleures armes de l'armée allemande en plus de celles spécialement conçues pour eux comme le fusil automatique FG42. Elles ont été parmi les premières unités de combat à utiliser le fusil d'assaut Stg44 (Sturmgewehr 44) et des armes sans recul au combat. Les Fallschirmjäger ont aussi très facilement eu accès à des armes de facture étrangère, y compris le pistolet-mitrailleur italien Beretta 38 Modello 9 mm, et le pistolet FN Browning P-35 de 9 mm.
Une arme ambitieuse a été étudiée et produite spécifiquement pour les Fallschirmjäger. Cette arme devait être multi-rôle, c’est-à-dire pouvoir remplacer à la fois les fusils, les pistolets-mitrailleurs et les mitrailleuses légères mais aussi être assez légère pour être portée pendant le saut en parachute. Ces efforts ont abouti à la création du fusil automatique FG42 (Fallschirmgewehr 42) qui combine la puissance de feu d'une mitrailleuse au maniement léger caractéristique d'un fusil d'infanterie standard. Le FG42 a été construit et déployé en petites quantités à partir de 1943 jusqu'à la fin de la guerre. Bien qu’étant une arme particulièrement sophistiquée,, la conception a quelques inconvénients, le poids trop léger par rapport à la puissance de la munition ne permettait pas de faire un tir continu avec précision. Cela signifie que le FG42 n'était pas tout à fait adapté à la fonction multi-rôle qu'il devait avoir, à la fois comme une mitrailleuse légère et un fusil d'assaut. La conception complexe du FG42 signifie également que l'arme ne pouvait pas être produite en masse à un coût raisonnable et l'utilisation de certains métaux précieux dans la construction de l'arme l’a mis en concurrence avec d'autres projets, surtout lorsque les ressources sont devenues de plus en plus rares. Si le FG42 a déçu concernant l’ambitieuse fonction d’arme multi-rôle pour laquelle il avait été initialement conçu, il n’en demeure pas moins un excellent fusil automatique dont la grande précision lui a valu d’être souvent équipé d’une lunette de visée en faisant également ainsi un très bon fusil de précision.

### Les « Dix Commandements » duFallschirmjäger
Un document capturé sur un parachutiste allemand en Grèce, révèle une grande partie de l’esprit d’élite des Fallschirmjäger. Les Dix Commandements du Parachutiste énumèrent les instructions suivantes :
1. Vous êtes les soldats d'élite de l'armée allemande. Vous rechercherez le combat et vous vous entraînerez aux plus dures épreuves. La bataille sera pour vous le but suprême ;
2. Cultivez la vraie camaraderie, car c'est avec l'aide de vos compagnons que vous irez à la victoire ou à la mort ;
3. Soyez avares de paroles. Incorruptibles. L'homme agit et laisse aux femmes leur caquetage. Ce dernier pourrait vous conduire au tombeau ;
4. Soyez calmes et prudents, forts et résolus. La bravoure, l'enthousiasme, l'esprit d'offensive vous donneront dans l'attaque l'ascendant sur votre adversaire ;
5. En présence de l'ennemi, rien de plus précieux que les munitions. Celui qui tire sans nécessité, seulement pour se donner du courage, est un pleutre qui ne mérite pas le titre de parachutiste ;
6. Ne vous rendez jamais. Pour vous, la victoire ou la mort. Il n'est point d'autre alternative. C'est une question d'honneur ;
7. Point de triomphe sans bonnes armes. Soumettez-vous à cette loi : d'abord mes armes, moi-même ensuite ;
8. De chacune de vos entreprises, vous devez en saisir pleinement la portée afin d'être à même, si votre chef est tué, de la mener à bien à sa place ;
9. Contre un ennemi qui combat à visage découvert, battez-vous avec chevalerie. Mais à la guérilla, ne faites point de quartier ;
10. Tenez vos yeux grands ouverts. Élevez-vous à la hauteur des héros. Soyez aussi rapides que le lévrier, aussi résistants que le cuir, aussi durs que l'acier de Krupp et vous serez l'incarnation parfaite du guerrier allemand.

### Unités de parachutistes de la Luftwaffe

#### Grandes unités
- Fallschirmjägerarmee
  - 1. Fallschirm-Armee
- Fallschirmjägerkorps
  - I. Fallschirmkorps
  - II. Fallschirmkorps

#### Division parachutistes
- 1re division parachutiste, Fallschirmjägerregimenter (FJR).1, FJR.3, FJR.4 , 1er FJAR
  - (7. Flieger-Division avec FJR.1, FJR.2, FJR.3, FJR.4, FJR.5)
- 2e division parachutiste, FJR.2, FJR.6, FJR.7, FJR.23, 2e FJAR
- 3e division parachutiste, FJR.5, FJR.8, FJR.9
- 4e division parachutiste, (184. Fallschirmjägerdivision Nembo; formée en Italie et détruite à Anzio)[24] FJR.10, FJR.11, FJR.12
- 5e division parachutiste (la dernière unité parachutiste à avoir été entraînée) FJR.13, FJR.14, FJR.15, 5e FJAR
- 6e division parachutiste, FJR.16, FJR.17, FJR.18
- 7e division parachutiste (seulement certaines de ces unités ont pu être formées parachutistes) FJR.19, FJR.20, FJR.21
  - (Division parachutiste Erdmann : FJR.Menzel, Grossmehl, Greve, Hübner, Laytved-Hardegg)
- 8e division parachutiste, FJR.22, FJR.24, FJR.32
- 9e division parachutiste, FJR.25, FJR.26, FJR.27
- 10e division parachutiste, FJR.28, FJR.29, FJR.30, 10e FJAR
- 11e division parachutiste, FJR.37, FJR.38, FJR.39, 11e FJAR
- 20e division parachutiste (formation inachevée) FJR.58, FJR.59, FJR.60, 20e FJAR
- 21e division parachutiste (formation inachevée) FJR.61, FJR.62, FJR.63 formé à partir des Sturm-brigades et division de formation et de réserve parachutiste
- division de formation et de réserve parachutiste, base constituée pour la 20e division parachutiste et la 21e division parachutiste

#### Régiments et brigades
- Brigades
  - Fallschirmjäger-Brigade Ramcke ou Luftwaffen-Jäger-Brigade 1
  - Luftlande-Sturm-Regiment avec les bataillons I, II, III et IV.
  - Régiment Barenthin formé à partir d'autres unités
  - Fallschirmjäger-Sturmgeschütz-Brigaden - Unités équipées de fusils d'assaut et de chasseurs de char StuG III et StuG IV
    - Fallschirmjäger-Sturmgeschütz-Brigade XI - StuG III uniquement (à noter la présence de Semovente italiens)
    - Fallschirmjäger-Sturmgeschütz-Brigade XII
- Régiments
  - Heerestruppe (troupes armées) FJR.6, FJR.31, FJR. z.b.V., FJR. Schellmann, FJR. Jungwirth
  - Fallschirmjäger-Regiment Hübner ou Fallschirmjäger Régiment 24 (FJR24) et subordonnée à la 8. FallschirmjägerDivision

### Autres unités parachutistes
- Waffen SS
  - 500e bataillon parachutiste SS
  - 600e bataillon parachutiste SS
- Heer
  - Schweres-Fallschirm-Infanterie Bataillon
  - Régiment Brandenburger ou Panzergrenadier division Brandenburg
    - Fallschirm-Bataillon Brandenburg

  - 22e division allemande d'atterrissage
- Luftwaffe
  - Les commandos parachutistes du II/KG200 (également connu sous le nom de 3e Staffel Kampfgeschwader 200), étaient une formation commando des forces spéciales de la Luftwaffe. Le II/KG200 restera secret dans les forces parachutistes allemandes en raison de la nature de son rôle durant la Seconde Guerre mondiale.

## Après 1945

### Fallschirmjäger de la Bundeswehr

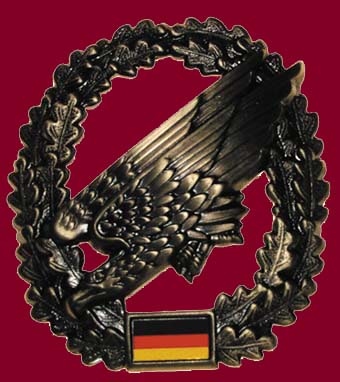
Badge des Fallschirmjäger (Bundeswehr).

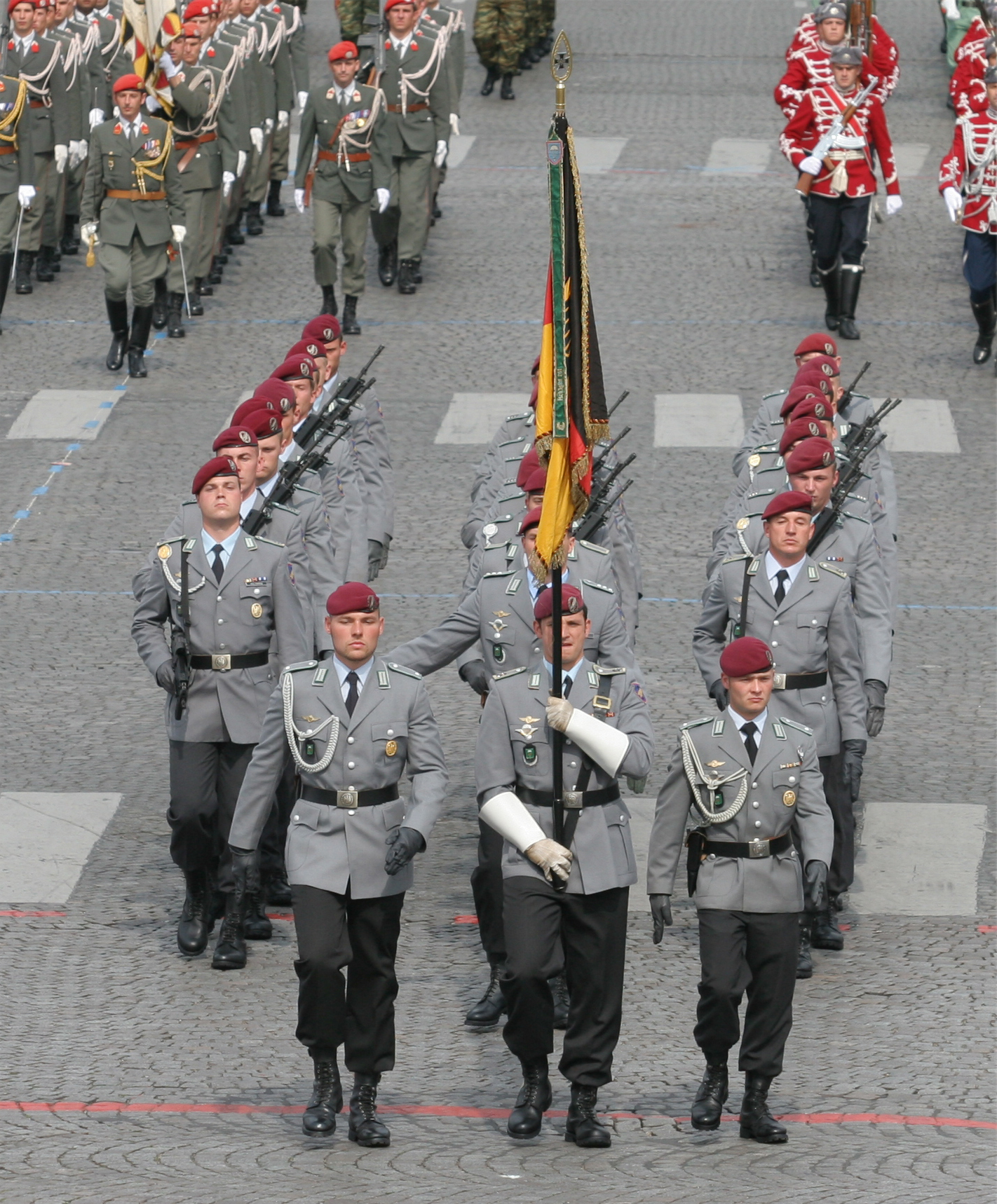
Fallschirmjäger du d’assaut aéroporté défilant sur les Champs-Élysées à Paris le 14 juillet 2007.

Dans la Bundeswehr (l'actuelle armée allemande), les Fallschirmjäger sont toujours considérés en Allemagne, et plus généralement au sein de l'armée européenne, comme une unité d'élite et continuent à former le noyau des forces spéciales. La division a deux équivalents de brigade, plusieurs unités indépendantes et bataillons. En 2010, environ 10 000 hommes constituent cette division, la plupart d'entre eux étant le personnel de soutien ou de logistique. La division Fallschirmjäger de la Bundeswehr a la structure suivante :
- Division des opérations spéciales :
  - Siège principal (en poste à Stadtallendorf) ;
  - Un bataillon de transmissions aéroporté (Stadtallendorf) ;
  - Batterie parachutiste de missiles de défense 100 (Seedorf) ;
  - Compagnie de reconnaissance longue portée 200 (Pfullendorf) ;
  - Musiciens de l'Armée 300 (Coblence) ;
  - Brigade aéroportée 26 (Saarlouis) :
    - Siège Social (Saarlouis) ;
    - Compagnie de reconnaissance aéroportée 260 (Deux-Ponts) ;
    - Compagnie du génie aéroporté 260 (Saarlouis) ;
    - Bataillon Fallschirmjäger 261 (Lebach) ;
    - Bataillon de soutien aéroporté 262 (Merzig).
    - Bataillon Fallschirmjäger 263 (Deux-Ponts) ;

  - Brigade aéroportée 31 (Oldenbourg) :
    - Siège social (Oldenburg) ;

  - Compagnie de reconnaissance aéroportée 310 (Seedorf) :
    - Compagnie du génie aéroporté 270 (Seedorf) ;
    - Bataillon Fallschirmjäger 313 (Seedorf) ;
    - Bataillon Fallschirmjäger 373 (Seedorf) ;
    - Bataillon de soutien aéroporté 272 (Oldenburg, Seedorf) ;

  - Commandement des forces spéciales « KSK » (Calw).

La grande majorité des membres de la division sont déployés en parachute. Presque tous les véhicules et l'équipement lourd est transportable par hélicoptère, y compris les blindés légers Wiesel. En plus de la Division des Forces spéciales, sont également mises en place des unités d'assaut aérien.

### L'Armée nationale populaire

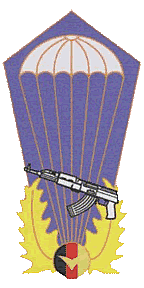
Badge du Luftsturmregiment 40, le seul régiment parachutiste de l'Allemagne de l'Est.

- Le 40. Fallschirmjägerbataillon « Sänger Willi » également appelé Luftsturmregiment 40, était le seul régiment d’infanterie aéroportée de la Volksarmee (NVA). Le régiment et son école de commando parachutistes étaient basés à Prora sur l'île Rügen (1961-1982) et à proximité Potsdam (1982-90). Officiellement, le bataillon était une arme aéroportée organisée comme un bataillon NVA d'infanterie légère, mais en réalité il était plus considéré comme un commando de forces spéciales telles les forces spéciales américaines. En tant que force spéciale, il est resté sous le commandement direct du « Kommando Landstreitkräfte » (KdoLaSK) — le haut commandement militaire.
- La compagnie de reconnaissance du Wachregiment „Feliks Dzierzynski“, un régiment motorisé d’élite du ministère de la Sécurité d'État de la République démocratique allemande (RDA), était une unité parachutiste.

## Dans la culture populaire
Dans l’adaptation cinématographique du livre de Jack Higgins, L'aigle s'est envolé, un groupe de Fallschirmjäger est en opération spéciale pendant laquelle ils occupent secrètement les côtes anglaises en vue d’une tentative d'enlèvement de Winston Churchill. Dans le livre comme dans le film, les Fallschirmjäger sont parmi les rares Allemands qui sont dépeints dans la fiction comme des soldats professionnels et même héroïques. L'un sacrifie sa vie pour sauver une jeune femme britannique, et le commandant des Fallschirmjäger, inspiré par Friedrich August von der Heydte et Walter Koch, interprété par Michael Caine, qui pour sauver une jeune fille juive, s’oppose par la force aux troupes SS & Polizei commandées par le SS-Gruppenführer Jürgen Stroop qui supervise un « train de la mort » en partance vers l’Est à Todeslager.
Dans le jeu de tir à la première personne Call of Duty, Le joueur se bat contre des Fallschirmjäger et peut en incarner un en multijoueur.
Dans le jeu de stratégie en temps réel de la Seconde Guerre mondiale Company of Heroes: Opposing Fronts, la spécialité parachutiste de l’infanterie d’élite des Fallschirmjäger est interprétée dans le jeu en les présentant comme des unités furtives capables de s'infiltrer dans le brouillard de guerre. Ils sont extrêmement meurtriers pour l'infanterie ennemie équipés avec leurs FG42. Comme ils ne sont pas réellement parachutés, ils interviennent sur la carte infiltrés à partir de n'importe quel bâtiment à travers le champ de bataille. Dans le deuxième opus, Company of Heroes 2: The Western Front Armies, les parachutages sont possibles et le largage d'une section de Fallschirmjäger est opéré après une frappe aérienne de Stuka sur la zone ciblée.
Dans le très populaire jeu de tir à la première personne Medal of Honor: Airborne, les Fallschirmjäger y sont des ennemis plus difficiles que les autres et apparaissent dans les missions de niveau supérieur, armés de fusils de sniper et de puissantes armes automatiques.
Dans le jeu en ligne massivement multijoueur Heroes & Generals, après avoir acquis un haut niveau d'expérience, les joueurs de l'Axe peuvent jouer en tant que Fallschirmjäger. Tel qu'avant dans World War II Online: Battleground Europe, les sauts en parachute sont possibles et se réalisent à partir d'un Junkers Ju 52/3M.
Dans le jeu de tir subjectif Brothers in Arms: Hell's Highway, le joueur peut jouer en multijoueur en tant que membre d'une escouade de Fallschirmjäger du côté allemand, en face d'une équipe de parachutistes américains « Airborne ».
Dans le jeu de stratégie Men of War, les Fallschirmjäger qui sont l’élite de l’infanterie allemande ouvrent le théâtre des opérations de la campagne solo allemande. Le joueur joue le rôle de Günther Borg, un émérite commandant des Fallschirmjäger, volontaire, rigoureux et pratique, incarnant les valeurs de la noblesse prussienne. La campagne commence par l’attaque de l’aérodrome de Máleme en Crète pendant l’opération Merkur, puis elle se poursuit tout au long de la campagne d’Afrique.
Dans le jeu de tir multijoueur Day of Infamy, le joueur peut un incarner un soldat de la 1er ou de la 3e division parachutiste Fallschirmjäger dans des batailles se déroulant en Grèce, en Italie, en France, en Belgique et en Allemagne.
Dans le jeu de stratégie en temps réel R.U.S.E., les Fallschirmjäger sont déployables comme l'élite de l'armée allemande, dépassant de loin les fiers « Airbornes » américains.